# Ophiorrhiza heterophylla
Ophiorrhiza heterophylla är en måreväxtart som beskrevs av William Jack. Ophiorrhiza heterophylla ingår i släktet Ophiorrhiza och familjen måreväxter.
Artens utbredningsområde är Sumatera. Inga underarter finns listade i Catalogue of Life.